# 호제리우 올리베이라 다 시우바
호제리우 올리베이라 다 시우바(포르투갈어: Rogério Oliveira da Silva, 1998년 1월 13일 ~ )는 호제리우(포르투갈어: Rogério)로 알려져 있는 브라질의 축구 선수이다. 그의 포지션은 왼쪽 풀백으로, 현재 독일 분데스리가의 VfL 볼프스부르크에서 활약하고 있다.

## 클럽 경력
유벤투스 프리마베라에서 한 시즌을 보낸 후, 호제리우는 2017년 8월 사수올로와 한 시즌 동안 임대 계약을 맺고 복귀했다. 2018년 7월 17일, 호제리우는 완전 영입 옵션과 함께 사수올로로 다시 임대되었다. 2018-19 시즌이 끝난 후 사수올로는 완전 영입 옵션을 발동했다.
2023년 여름, 그는 스파르타크 모스크바와 이적 협상을 벌였지만 사수올로는 그를 러시아로 이적시키지 않았다. 구단 경영진은 이적료 800만 유로라는 "진지한 제안"에도 불구하고 윤리적인 이유로 러시아인과 거래하지 않을 것이라고 밝혔다.
2023년 8월 5일, 호제리우는 독일의 VfL 볼프스부르크와 4년 계약을 맺고 이적했다.